# Норберто Уесо
Норберто Уесо (ісп. Norberto Huezo, нар. 6 червня 1956, Сан-Сальвадор — 5 березня 2025) — сальвадорський футболіст, що грав на позиції півзахисника. По завершенні ігрової кар'єри — тренер.
Виступав, зокрема, за клуби «Атлетіко Марте» та «Халапа», а також національну збірну Сальвадору.

## Клубна кар'єра
Розпочав грати у футбол в клубах УЕС та АНТЕЛ, після чого 1976 року перейшов у «Атлетіко Марте», де з невеликою перервою на виступи в Мексиці грав до 1982 року і двічі став чемпіоном Сальвадору, а в 1981 році і був фіналістом Кубка чемпіонів КОНКАКАФ.
Згодом Уесо виступав у іспанській Сегунді за клуби «Паленсія» та «Картахена», а 1985 року, повернувшись в «Атлетіко Марте», виграв з клубом третє у своїй кар'єрі чемпіонство.
З 1986 року Норберто знову виступав за кордоном, спочатку у костариканському «Ередіано», а потім гватемальських клубах «Халапа» та «Депортіво Ескуїнтла»
Завершив кар'єру футболіста у 1994 році на батьківщині виступами за команди Кохутепеке та ФАС.

## Виступи за збірну
1974 року дебютував в офіційних матчах у складі національної збірної Сальвадору, з якою наступного року був учасником Панамериканських ігор в Мексиці. Там у першому ж матчі проти Нікарагуа (4:1) Уесо відзначився хет-триком, втім сальвадорці не зуміли подолати груповий етап.
Згодом у складі збірної був учасником чемпіонату світу 1982 року в Іспанії, де зіграв у всіх трьох матчах — проти Угорщини (1:10), Бельгії (0:1) та Аргентини (0:2), а команда встановила антирекорд чемпіонатів світу.
Загалом протягом кар'єри у національній команді провів у її формі 48 матчів і забив 8 голів.

## Кар'єра тренера
Як тренер очолював юнацьку та молодіжну збірну Сальвадору, керуючи ними на Юнацькому чемпіонаті КОНКАКАФ 2007 року в Гондурасі та Молодіжному чемпіонаті КОНКАКАФ 2009 року в Тринідаді і Тобаго відповідно. На обох турнірах сальвадорці не подолала груповий етап.

## Досягнення
- Чемпіон Сальвадору (3): 1980/81, 1982, 1985
- Чемпіон Коста-Рики (1): 1987/88
- Срібний призер Чемпіонату націй КОНКАКАФ: 1981
- Бронзовий призер Чемпіонату націй КОНКАКАФ: 1977